# 汪晖涉嫌抄袭事件
汪晖涉嫌抄袭事件，又称汪晖抄袭门、汪晖事件，是发生于2010年关于清华大学教授汪晖的著作《反抗绝望》和《现代中国思想的兴起》被指存在抄袭的一宗社会事件。

## 经过

### 指控
2010年3月10日，王彬彬在《文艺研究》发表《汪晖的学风问题——以〈反抗绝望〉为例》一文，认为汪晖博士论文《反抗绝望》存在多处抄袭，抄袭对象至少包括李泽厚的《中国现代思想史论》、列文森的《梁啟超與中國近代思想》等五部中外专著，抄袭手法包括“搅拌式、组装式、掩耳盗铃式、老老实实式”等。
3月24日，汪暉表示「希望此事由學術界自己來澄清」。
3月25日，《南方周末》全文转载《汪晖的学风问题———以〈反抗绝望〉为例》。
4月2日，熊丙奇在《东方早报》撰文：“应该立即启动调查程序，组织独立的调查委员会，通过调查、听证”，如果抄袭属实，“学位委员会当作出取消博士学位的处理。”
4月12日，王彬彬接受《中國青年報》的訪問，在回應「為何要選擇汪暉的《反抗絕望》而不是其他人的書」時，他說：
這是因為我考慮到了一個因素，就是汪暉這本書影響特別大，20多年來，這本書成了一個神話，成了現當代文學專業的一個楷模……汪暉之所以成為汪暉，主要靠這本書奠定了地位。沒有這篇博士論文獲得的巨大聲譽，怎麼可能有後來的汪暉，怎麼可能當《讀書》雜誌主編10年，怎麼會有今天這麼高的學術地位？
4月29日，王彬彬在《南方周末》上發表文章，指汪暉的另一本著作《現代中國思想的興起》也涉嫌抄襲。
5月21日，林毓生在北京大学演讲后就关于汪晖涉嫌抄袭一事接受《新京报》采访，提出应立即成立“汪晖涉嫌抄袭调查委员会”，说如果不处理，清华大学校长应请辞，并提到最近有人发现汪晖的近著《现代中国思想的兴起》也有涉嫌抄袭的段落。余英时对林的意见表示赞同。

### 对指控的质疑
北京大學中文系教授錢理群、北京魯迅博物館館長孫鬱、中國社會科學院文學研究所研究員趙京華認為該書確實存在引文不夠規範等「技術層面的問題」，但不認為是「惡意剽竊」，又指《反抗絕望》寫於1980年代，90年代以後學術界才開始嚴格地講究學術規範。錢理群認為，使用引文不夠規範和剽竊是兩個概念，而且需要考慮當時語境，他說：「在當時看來，只要大致標註出你引用了哪些資料就可以，不像現在，每引用一句話都得加引號。」而趙京華則對王彬彬的「動機」才出質疑：「王彬彬一文在很大程度上是不負責任的。王彬彬在文中大談文風，我恰恰對他的文風很反感。你看他在文中那種冷嘲熱諷、那種洋洋得意，讓人不舒服，這不利於善意的批評。另外，作為國家核心期刊的《文藝研究》怎麼也會發這種格調不高的文章？」
王彬彬上述評論作出回應：
30年代有人說魯迅的《中國小說史略》抄襲日本學者鹽谷溫還引起軒然大波呢，80年代就不要學術規範？只要你引用別人的東西不註釋、不說明，那就是剽竊，這不是規範不規範的問題。你引用人家4段文字只說明了其中3段，另一段都應該算剽竊。而且，你要說80年代不如現在規範，這本書多次再版，最近一次是2008年，這些問題你也沒改啊……因為這些事，我給自己樹敵還少嗎？我吃的虧還少嗎？不過我不在乎。有人把一個小偷扭送到派出所，你不去審小偷，反而問我扭送的動機，這叫什麼道理？
北京大學哲學社會科學教授、《反抗絕望》論文答辯委員會成員嚴家炎說，這類問題對於純潔和改善學界的學風有好處和有必要，多年前汪暉給他留下的印像是他的博士論文是：
有學術深度的，是紮實的。論文的主體部分屬於汪暉的原創。那時的答辯還是很嚴肅的，很認真的，這篇論文的主體至今看來還是立得住的，確實屬於他自己的，不是抄別人的。……（王彬彬）有些地方引出來的文字，看上去確有根據，如果是那樣，當然可以說是『抄襲』。但是也有一些地方說得好像過分了一點……但是王彬彬先生文章中摘引出來的地方，確實證明汪暉與他人有多處文字基本上相同，卻完全沒有註明出處，前後也沒有說明交待，用了一段跟別人幾乎不差幾個字的文字……這個部分是抄襲或變相抄襲，我覺得可以說。這類地方對汪暉的批評，我覺得是能夠成立的。
方舟子表示，汪晖抄袭证据确凿，“小学生”都看得出来，而且汪晖也持回避态度，“不敢说什么”，那些积极为汪晖开脱的“著名学者”更可气。

### 公开信
7月7日，《中国青年报》发表了包括汪丁丁、郑也夫、张鸣、陈明、邓晓芒、徐贲、薛涌、董健、冯崇义、郭于华、张隆溪等在内的63位国内外学者的《就汪晖涉嫌剽窃问题给中国社科院和清华大学的公开信》，呼吁汪晖的博士授予单位中国社会科学院和汪晖就职单位清华大学组织调查委员会调查。

### 反指控
7月9日，哥伦比亚大学刘禾教授向凤凰网公开了由近百位国际学者联合署名致清华大学校长的一封信，信中声称支持汪晖，联署者多为美国人。信中否定剽竊的主要根據如下：
1. 這個指控已經在鐘彪、舒煒、魏行和其他學者的嚴謹分析文章中被辯駁。
2. 在這封信上簽字的也有汪暉教授著作的譯者，他們無疑是最熟悉汪暉教授的寫作的。每位譯者都檢查並且複查了汪教授在過去三十年中著作所採用大量參考書目的註釋，他們當中沒有一人發現有任何剽竊的現象。
3. 2010年春天，他被亞洲研究協會邀請在年會上做基調演講，成為第一個獲此殊榮的來自中國的亞洲研究學者。

### 对反指控的质疑
据悉，王彬彬2006年曾在《文艺研究》上发表对刘禾进行学术批评的文章《花拳绣腿的实践》和《以伪乱真和化真为伪》。董健接受《时代周报》采访表示，不能用派别之分来掩盖学风问题。同濟大學歷史學博士王曉漁質疑聯名擔保的那些外國學者是否真的對照著看過汪暉的那本書。他表示雖與王彬彬素未謀面，但就事論事，他認為王彬彬做得對。北京大學社會學系教授鄭也夫說，那封80人的聯名信的直接目的就是要干擾國內63名教授致信清華大學和社科院要求審理汪暉案件的提議，質疑判斷是否屬於剽竊為何不是由被告所在的學術機構來判定。他亦認為那80餘名學者否定剽竊的方式「滑稽之極」，因為他們當中有很多人不懂中文，另外他也對信中的根據作出質疑：
1. 「爭論還在進行中，有三名學者（指鐘彪、舒煒和魏行）也都遭到了批駁，難道他們三位可以代替學術機構的裁判？」
2. 「幾個人通讀之後未能證偽，就是無抄襲的鐵證？說這話的人完全不像是西方學術背景的人。……三個人的讀後感，一下子演成80餘人的簽名，這是什麼邏輯關係？」
3. 「倘若學術高下與剽竊與否無涉，說它作甚（指信中提到汪暉被亞洲研究協會邀請在年會上做基調演講一事）？」

鄭也夫表示，他從中國兩名學者處獲悉，他們和三名簽名者有過溝通，當中兩名表示他們自己「自願簽名；沒讀過汪暉的書；簽名是基於對譯者的相信；簽名是基於相信發生了政治迫害」。另一名簽名人曾表示要先等汪暉本人的聲明，但聲明沒聽到，那封信件就網上公布了，他表示如果他知道如此他會退出簽名。
湖南《湘聲報》資深編輯、文史學者向繼東在接受《時代週報》時對劉禾的聯署簽名信作出評論，他說那些支持者可能大部分都是被授意簽名的，因為當中不少中國以外的學者不一定都懂中文，質疑他們如何辨別汪暉的文章是否抄襲。他又說那封80人的聯名信只能使汪暉陷入更難堪的境地，而且清華大學有可能做出的反應是：「汪暉抄襲事件在學界還有爭議，學校不會介入」。他不認為汪暉事件屬於「媒體攻擊」，認為是「媒體的良心發現，也是媒體人的良知」，他亦說「發表文章批評汪暉的王彬彬、項義華都是學者，也不是媒體人，媒體只不過是一個平台，也發表了很多為汪暉辯護的文章。」
7月14日，易中天接受《扬子晚报》采访表示，（汪晖）“可以不当教授，岂能不是男人”。
7月底，薛湧为《亚洲周刊》撰文称：“中國學術界缺少應對抄襲的機制，沒有網絡和媒體，汪暉事件很快就會成為小圈子裏的遊戲。”

### 汪晖本人回应
7月中旬，汪暉接受《中國評論月刊》的專訪，汪輝說，該期《文藝研究》出版前他已獲友人告知王彬彬的文章要發表。他當時在美國哈佛大學訪問，托人找《文藝研究》主編要求看文章並同時作出回應，遭到了拒絕。他強調《南方周末》在3月25日與4月8日兩次大版面地報道「抄襲門」的過程中完全沒有聯繫他。支持汪暉的舒煒的8000多字長文最初投遞給《南方周末》，但被告知最早兩周後才可能刊登，而且要做大幅删節。舒煒最後將稿件轉投《北京青年報》。
汪暉表示，在4月13日，《南方周末》的編輯劉小磊電郵汪暉，說「王彬彬文章確有不夠穩妥之處，想聽聽他的意見」。汪暉認為，如果明知王彬彬的文章有問題，那麼媒體就應該為之前的嚴重指控，包括編者按語和小標題公開道歉。4月14日，在汪暉準備回覆的同時，他被告知劉小磊群發郵件附清華大學公示獲政府特殊津貼名單，汪暉認為這是向清華大學施壓質疑他入列，他也對《南方周末》的公正性與動機產生了懷疑，後來也沒有回覆劉小磊。
他也指出批評王彬彬的鐘彪和舒煒以逐條分析的方式澄清事實的文章在媒體中沒有受到重視。他說，在2010年3月下旬，他對要求採訪的《中國青年報》記者表示，為了避免不必要的錯誤和混亂，在回到中國後才與該報記者逐一核對原文，做出全面的回應，但媒體不願意等待。汪輝在4月11日回國後，將有關資料交給有關方面進行核查。他認為「只有通過對相關規章、法律的研究，以及細致的查證，才能說明問題」。
8月1日，汪晖接受《联合早报》采访回应涉嫌抄袭事件，称其博士论文中出现的“疏失”并非“抄袭”“剽窃”。他指责《文艺研究》和《南方周末》没搞清状况前就发表指责他抄袭的文章。汪说，林毓生对他抄袭的批评“近乎无的放矢”。
8月3日，首都师范大学文学院教授黄应全撰文，称汪晖在享受了多年“杰出学者”待遇之后，如今被打回原形是历史的惩罚。他又分析汪晖的博士论文导师唐弢等人为何被汪晖蒙蔽：
（汪晖）是通过搬弄一些导师和同行不太懂的东西欺骗了现代文学研究界……唐弢可能由于年龄大了，对新的著作和译著了解不够，再加上太相信汪晖的“为人”，所以没有看出破绽来。其他同行如钱理群等人，可能也是如此。我觉得，汪晖的特点就是把他读到的各种东西一股脑儿地塞进他的“著作”里。这种做法对那些比较局限于某一行当的人容易产生迷惑作用，觉得作者比自己渊博得多，从而产生不敢妄加评判的感觉。于是，汪晖的那种“大杂烩”著作就被误解成了大师级著作，学术骗子就成了学术天才。

### 诉诸法律
8月5日，汪晖委托律师所向王彬彬发出律师函，称“您（王彬彬）的系列文章中关于汪教授存在‘抄袭’与‘剽窃’的指责失实，可能构成对汪教授的名誉侵权”。接到律师函后，王随即开始写《再说汪晖〈现代中国思想的兴起〉剽袭问题》，称如果说《反抗绝望》还有一些原创内容，那么《现代思想的兴起》“套用张爱玲的一句话，可以说在华美的外衣下，爬满了虱子。”
8月9日，郑也夫在《中国青年报》刊文，针对汪晖所称“缺点、疏漏、疏失”，提供“汪晖抄袭不是疏漏的两条证据”。

### 不了了之
针对汪晖的律师函，8月29日，王彬彬以在《羊城晚报》发表《再说汪晖的剽袭问题》作为回答。但汪晖没有采取进一步的行动，也对记者多次联系采访要求不予回应。汪晖所在单位清华大学以及授予他博士学位的中国社会科学院也都对此持沉默态度。

## 疑似抄襲文本
| 汪晖《反抗絕望》 | 其他著作 |
| --- | --- |
| 魯迅的著作是將一種文化中所包含的技術結構、價值和精神狀態完全或部分地引入另一種文化的文獻記載。這種文化引入包括四部分內容：變更需要、變更榜樣、變更思想、變更理由。 | 勒文森《梁啟超與中國近代思想》：梁啟超的著作是將一種文化中所包含的技術、結構、價值和精神狀態完全或部分地引入另一種文化的文獻記載。這種文化引入包括四部分內容：變更需要、變更榜樣、變更思想、變更理由。 |
| 对于中国近现代知识分子来说，历史与价值的这种内在统一性被无情地撕裂：由于看到其他国度的价值，在理智上疏远了本国的文化传统；由于受历史制约，在感情上仍然与本国传统相联系。 | 勒文森《梁啟超與中國近代思想》：梁启超（1873—1929）在十九世纪九十年代作为这样一个人登上文坛：由于看到其他国度的价值，在理智上疏远了本国的文化传统；由于受历史制约，在感情上仍然与本国传统相联系。 |
| 那麼，康、梁、譚、嚴等後期改良派開始產生了一整套的資產階級性質的社會政治理論和哲學觀點作為變法思想的鞏固的理論基礎，顯示了對“傳統”的更為徹底的批判和對西方社會文化的更為徹底的肯定。 | 李澤厚《中國近代思想史論》：應該充分估計到，開始產生了一整套的資產階級性質的社會政治理論和哲學觀點作為變法思想的鞏固的理論基礎，是這一階段改良思想最重要的發展和最卓著的成就。 |
| 由认识和要求学习西方资本主义经济制度进到认识和要求学习西方资本主义政治制度，由要求发展民族工商业进到要求有一套政治法律制度来保证它的发展，这种思维的逻辑发展的必然过程正反映着历史发展的必然过程，“任务本身，只有当它所能借以得到解决的那些物质条件已经存在或至少是已在形成过程中的时候，才会发生的。”①马克思《政治经济学批判序言》                                                            | 李澤厚《中國近代思想史論》：由认识和要求学习西方资本主义经济制度进到认识和要求学习西方资本主义政治制度，由要求发展民族工商业进到要求有一套政治法律制度来保证它的发展，这种思维的逻辑发展的必然过程正反映着历史发展的必然过程，“任务本身，只有当它所能借以得到解决的那些物质条件已经存在或至少是已在形成过程中的时候，才会发生的。”（马克思《政治经济学批判序言》）                                                                                                   |
| 这正如伽达默尔指出的，历史性是人类存在的基本事实，无论是理解者还是文本，都内在地嵌于历史性中，真正的理解不是克服历史的局限，而是去正确地评价和适应这一历史性。我们总是以一种特殊的方式在世，有特殊的家庭和社会的视界，有一个有着悠久历史、先于我们存在的语言，这一切构成了我们无法摆脱的传统，我们必然要在传统中理解，理解的也是我们传统的一部分。理解的历史性具体体现为传统对理解的决定作用。 | 张汝伦《意义的探究——当代西方释义学》 ：伽达默尔强调指出，历史性正是人类存在的基本事实，无论是理解者还是文本，都内在地嵌于历史性中，真正的理解不是去克服历史的局限，而是去正确地评价和适应这一历史性。我们总是以一种特殊的方式在世，有特殊的家庭和社会的视界，有一个有着悠久历史，先于我们存在的语言，这一切构成了我们无法摆脱的传统，我们必然要在传统中去理解，理解的也是我们传统的一部分。理解在历史性具体体现为传统对理解的制约作用。                              |
| 这种关于人的知识之所以珍贵，不仅由于它使鲁迅能够描绘出那些人的思想内在活动的画面，而且更重要的是因为它给了鲁迅一个牢固的基础，能据以全面地研究人的生活，透视人物性格和行为动机、激情和印象的冲突。借用车尔尼雪夫斯基的话说，看来正是自我观察使鲁迅的观察力变得无比敏锐，使他学会了以洞察一切的目光来看人，这一点是不会有错的。                                                                 | 车尔尼雪夫斯基《列•尼•托尔斯泰伯爵的〈童年〉、〈少年〉和战争小说》，载伍蠡甫主编《西方文论选（下）》：这种关于人的知识之所以珍贵，不仅由于它使托尔斯泰伯爵能够描绘出那些我们已向读者提到的，人的思想内在活动的画面，而且还可能，更多地是因为它给了托尔斯泰伯爵一个牢固的基础，能据以全面地研究人的生活、透视人物性格和行为动机、激情和印象的冲突。我们说，看来正是自我观察使托尔斯泰伯爵的观察力变得无比敏锐，使他学会了以洞察一切的目光来看人，这一点是不会有错的。 |
| 他那种对人类心灵的深刻研究使他的全部作品——不论他写什么和怎么写——都必然地具有高度的价值。鲁迅小说中的确还包含着许多令人惊叹不已的动人素质——思想深度，艺术构思，性格的有力刻画，生活习俗的鲜明画面，这一切日益为人们重视，但是，真正的行家将始终很清楚：认识人的心灵，乃是鲁迅艺术才华的最基本的力量，而这种力量的一个重要来源，如上文所说，来自他对自我的观察、解剖和体验。                     | 车尔尼雪夫斯基《列•尼•托尔斯泰伯爵的〈童年〉、〈少年〉和战争小说》，载伍蠡甫主编《西方文论选（下）》：他那种对人类心灵的深刻研究将使他的作品——不论他写什么和怎样写——都必然地具有极高度的价值。很可能他会创作出许多作品，能用其他更为动人的素质——如思想深度、构思有趣、性格的有力刻划、生活习俗的鲜明画面等——使每个读者为之惊叹不已。……但是，真正的行家将始终很清楚——就象现在已经很清楚一样——认识人的心灵，乃是托尔斯泰伯爵才华的最基本的力量。                       |

| 汪晖《現代中國思想的興起》 | 其他著作 |
| --- | --- |
| 自我意識構成了費希特唯心主義的原則。從主觀方面說，這一唯心主義原則認為知識學只從知性的直觀出發發展自己的認識，意識只從它對自身行為的反省出發而進行自己的活動；從客觀方面說，日常生活中的所謂事物和客體以至康德所謂物自體都是理智的功能，從而客觀只為主體而存在，知識的對象就是理性體系…… | 文德爾班《哲學史教程》下卷（羅達仁譯）：唯心主義的原則就是自我意識。就主觀方法而言是在這樣的範圍內：知識學只從知性的直觀出發發展自己的認識，意識又只從意識對它自身行為認識的反省出發伴隨著這知性的直觀而進行自己獨特的活動；就客觀體係而言是在這樣的範圍內：用這種方法揭示出理智的這樣一些功能，憑藉這些功能便產生日常生活中所謂的事物和客體以及在獨斷哲學中所謂的物自體。最後這個概念，即物自體概念，本身是徹底矛盾的概念；就這樣物自體概念被溶解為最後的殘留物。整個存在只能被理解為理智的產物，而哲學知識的對象就是理性體系。 |
| 像希腊思想家一样，文艺复兴的思想家们把自然界的秩序看作是一个理智的表现，只不过对希腊思想家来说，这个理智就是自然本身的理智，而对文艺复兴思想家来讲，它是不同于自然的理智——非凡的创造者和自然的统治者的理智。这个差别是希腊和文艺复兴自然科学所有主要差异的关键。                         | 柯林武德《自然的观念》：文艺复兴的思想家们也像希腊思想家一样，把自然界的秩序看作一个理智的表现，只不过对希腊思想家来说，这个理智就是自然本身的理智，而对文艺复兴思想家来讲，它是不同于自然的理智——非凡的创造者和自然的统治者。这个差别是希腊和文艺复兴自然科学所有主要差异的关键。 |
| 从康有为对“诸天”的持久观察，到谭嗣同用“以太”对宇宙及其现象命名，直至吴稚晖的自觉的宇宙论构想，自然的观念始终是被反思的课题，并不断地获得新的特征。以此为基础的越来越激进的思想活动随之也被赋予了新的面貌。                                                                               | 柯林武德《自然的观念》：在欧洲思想史上，宇宙论思想有三个建设性时期。在这三个时期中，自然的观念成为思想的焦点，成为热烈和持久的被反思的课题，从而获得了新的特征。以其为基础的具体自然科学随之也被赋予了新的面貌。 |
| 一部机器基本上是一个完成了的产品，或说一个封闭系统，当它被制造之时并无机器的功能可言。所以它不可能发展，因为“发展”指的是一个东西致力于成为它还不是的东西（如从婴儿成长为成人），而机器自身在未完成状态干不了任何事情。                                                                   | 柯林武德《自然的观念》：一部机器基本上是一个完成了的产品，或者说是一个封闭的系统。在它被完成之前不是一部机器，在它被制造的时候，它也不具有一部机器的功能，只有到完成后才有此种功能可言。所以它不可能发展，因为“发展”指的就是一个东西致力于成为它还不是的东西（例如一只小猫长成一只大猫）。而一部机器在还没有完成的状态时是干不了任何事情的。 |
| 说中国近代的思想发展以自然的观念为基础，并不是说自然的观念是在脱离当时的社会政治及伦理思想的情形下首先产生的，也不是说当一种宇宙论成型之后，人们便在此基础上建立激进的、反传统的思想体系；我所指的是一种逻辑关系而非时间关系，而在思想史的过程中，时间关系和逻辑关系常常正好相反。       | 柯林武德《自然的观念》：说自然科学的具体研究以自然的观念为基础，并非意味着自然的一般观念，或作为整体的自然观念，是在脱离对自然事实的具体研究的情形下首先产生的；也不是说当这种抽象的观念成形后，人们便在此基础上建立具体自然科学的上层建筑。它所指的是一种逻辑关系而不是时间关系。这里，就像通常发生的，时间关系和逻辑关系刚好相反。 |